# 库尔特里
库尔特里（法語：Courtry，法語發音：[kuʁtʁi] ⓘ）是法国塞纳-马恩省的一个市镇，属于托尔西区。

## 地理
库尔特里（48°55'3"N, 2°36'11"E）面积4.16 平方千米，位于法国法蘭西島大區塞纳-马恩省，该省份为法国北部内陆省份，北起瓦兹省，西接埃松省、马恩河谷省、塞纳-圣但尼省和瓦兹河谷省，南至卢瓦雷省，东南接约讷省，东临马恩省和奥布省，东北接埃纳省。
与库尔特里接壤的市镇（或旧市镇、城区）包括：勒潘、维勒帕里西、库布龙、沃茹尔、谢勒。

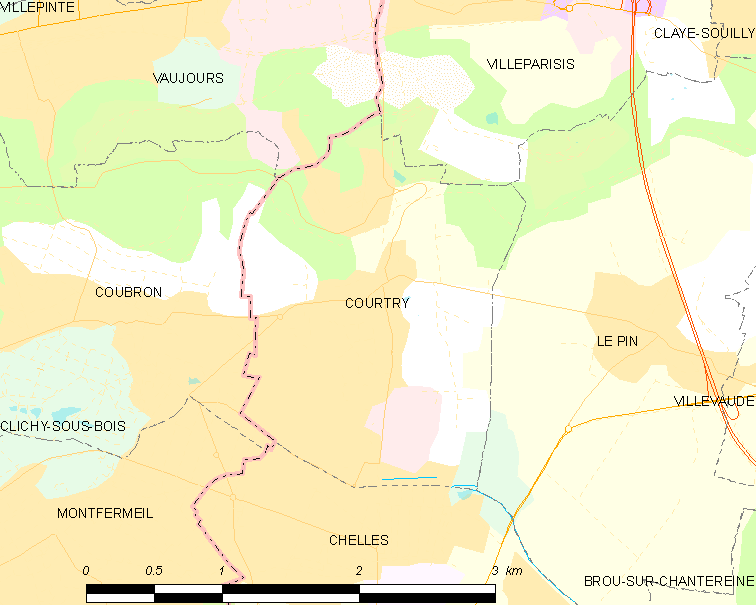
库尔特里的OSM定位图

库尔特里的时区为UTC+01:00、UTC+02:00（夏令时）。

## 行政
库尔特里的邮政编码为77181，INSEE市镇编码为77139。

## 政治
库尔特里所属的省级选区为维勒帕里西县。

## 人口

1962-2008年间库尔特里人口变化图示

库尔特里于2022年1月1日时的人口数量为7107人。